# ساموئل آراخو
ساموئل دی آراخو میراندا (به پرتغالی: Samuel de Araújo Miranda) مدافع اهل برزیل است. ساموئل آراخو در تیم‌های فوتبال Ituano سابقهٔ حضور دارد.